# Gmina Drakesville

Położenie Gminy Drakesville w hrabstwie Davis

Gmina Drakesville (ang. Drakesville Township) – gmina w USA, w stanie Iowa, w hrabstwie Davis. Według danych z 2000 roku gmina miała 457 mieszkańców, a jej powierzchnia wynosi 31,27 km².